# Oromocto-Lincoln-Fredericton
Circonscription électorale provinciale du Canada
Oromocto-Lincoln-Fredericton est une ancienne circonscription électorale provinciale du Nouveau-Brunswick, au Canada. Elle est représentée à l'Assemblée législative de 2014 à 2024.
Initialement, la circonscription se nommait Oromocto-Lincoln, de 2014 à 2017, jusqu'au changement vers le nom actuel pour reconnaître la part significative de la ville de Fredericton dans la circonscription

## Géographie
La circonscription comprend :
- la partie sud-est de la ville de Fredericton ;
- la ville d'Oromocto ;
  - la base des Forces canadiennes de Gagetown,
- la communauté de Lincoln.

## Liste des députés
| Législature                                           | Période   | Député      | Député    | Parti                     |
| ----------------------------------------------------- | --------- | ----------- | --------- | ------------------------- |
| 58e                                                   | 2014-2018 |             | Jody Carr | Progressiste-conservateur |
| 59e                                                   | 2018-2020 | Mary Wilson |           | Progressiste-conservateur |
| 60e                                                   | 2020-2024 | Mary Wilson |           | Progressiste-conservateur |
| Dissoute dans Oromocto-Sunbury et Fredericton-Lincoln |           |             |           |                           |